# Soberana Plus
Soberana Plus, de son nom technique FINLAY-FR-1A, est un vaccin candidat COVID-19 produit par l'Institut Finlay, un institut de recherche épidémiologique cubain.

## Utilisations médicales
Il peut être utilisé comme troisième dose (rappel) pour le vaccin Soberana 02 à huit semaines,,. Il est également étudié en tant que vaccin à dose unique indépendant.

### Efficacité
Combiné au vaccin Soberana 02, le rappel montre une efficacité de 91,2 %. L'efficacité contre les maladies graves et la mort est de 100 % pour le schéma hétérologue à trois doses.

## Autorisations
Le 20 août 2021, Cuba a approuvé Soberana Plus comme rappel après deux doses de Soberana 02. Le 23 septembre, Cuba a approuvé Soberana Plus comme vaccin pour les personnes précédemment infectées au COVID-19 de plus de 19 ans. Le 7 décembre, l'autorisation a été élargie pour inclure les personnes précédemment infectées au COVID-19 âgées de 2 à 18 ans.